# Rocas Negras
Rocas Negras (en inglés: Black Rocks) son un pequeño grupo de rocas que están situadas a 0,9 km al sudeste de la punta Framnaes en la parte septentrional de la bahía Stromness de la isla San Pedro, del archipiélago de las Georgias del Sur
El nombre de Blenheim Rocks fue usado para estas rocas, pero aproximadamente desde 1930 el nombre Rocas Negras han sido usadas de forma más habitual.
Son administradas por el Reino Unido como parte del territorio de ultramar de las Islas Georgias del Sur y Sandwich del Sur, pero también son reclamadas por la República Argentina que las considera parte del departamento Islas del Atlántico Sur dentro de la provincia de Tierra del Fuego.